# 贝尔纳多·雷耶斯
贝尔纳多·雷耶斯（西班牙語：Bernardo Reyes，1850年8月30日—1913年2月9日）是一位墨西哥将军和政治家，也是一位总统候选人，通常被视为波费里奥·迪亚斯的政治继承人。他在反对弗朗西斯科·马德罗的斗争中去世。他出生于哈利斯科州的一个自由派家庭，曾在军队服役，后来又晋升为将军。和波费里奥·迪亚斯一样，他在驱逐莱尔马的过程中立下了功绩，后来成为了一名行政官员，雷耶斯是迪亚斯指派的州长之一，他担任了新莱昂州的州长，在他任内，他采用了迪亚斯的方法引入众多外资，帮助新莱昂州实现了现代化，也大力促进了蒙特雷的发展，促进了墨西哥东北部的工业化，改善了新莱昂州的教育和医疗，也批准了工人全力保障法。

## 生平
贝尔纳多·雷耶斯出生于哈利斯科州的瓜达拉哈拉，他出生在一个自由派家庭，父亲多明戈·雷耶斯来自马那瓜。雷耶斯16岁时进入军队。1880年，他帮助迪亚斯控制了锡那罗亚州，因此获得了迪亚斯的信任。
雷耶斯在内阁中担任战争部长两年，在那里他建立了一支军队，即第二后备军，拥有大约30,000人和大量预算。 科学家派将这支部队视为雷耶斯的私人军队。雷耶斯后期逐渐成为对抗科学家派影响的重要人物。随着迪亚斯变老，总统的继任成为公开讨论的话题，他成为一名潜在候选人，于是迪亚斯解散了第二预备队，雷耶斯回到新莱昂任州长，他的声望日渐高涨。支持雷耶斯的俱乐部在许多主要城市中都有组织，尽管雷耶斯本人并未公开寻求政治权力，并积极支持迪亚斯竞选总统尽管迪亚斯已发表声明称他不会寻求连任。在新莱昂，他采取了进步的政策，他对新公司和提供公共服务的公司增加了豁免，并为外国投资者提供了优惠，因为美国的不利形势，从1890年开始新莱昂州工业迅猛发展，先后建立了铸造厂，玻璃厂，水泥厂，啤酒厂等工厂。
雷耶斯的政治权力中心在他的家乡哈利斯科州。随后，迪亚斯的支持者关闭了雷耶斯俱乐部并将他们的领导人打入监狱。雷耶斯的主要支持者来自中产阶级，其中许多人与已经解散的第二后备军有联系。雷耶斯被认为是改革家和支持商业的人，在医生和律师等专业人士中有很多的追随者，具有军事和政治经验的旧秩序的可行候选人，可以管理总统过渡。
他与何塞·伊夫·利曼图尔一起被视为波费里奥·迪亚斯的潜在继任者之一。但是随着弗朗西斯科·马德罗在1910年选举中对独裁者的挑战，以及随后墨西哥革命的爆发，先前关于谁应接替迪亚斯的想法被抛弃了。
雷耶斯一度是马德罗的支持者，但后来他领导了第一次反抗马德罗的叛乱。在这次叛乱失败之后，雷耶斯被囚禁在圣地亚哥·特拉特洛尔科的墨西哥城监狱中。 费利克斯·迪亚斯将军因叛乱而被监禁在另一墨西哥城监狱，但尽管如此，两人仍能轻松沟通，并策划了一场对抗马德罗的政变。 他们试图让维多利亚诺·韦尔塔将军加入该计划，但尽管韦尔塔是雷耶斯的门徒，但他拒绝了。曼努埃尔·蒙德拉贡将军于1913年2月9日派遣部队将雷耶斯从监狱中释放出来。
在悲惨十日中，贝尔纳多·雷耶斯前往国家宫前时被马德罗派士兵暗杀，有超过四百名平民同时被机枪扫射致死。